# Гончар, Александр Владимирович
Алекса́ндр Влади́мирович Гонча́р (род. 25 мая 1969, Ташкент) — российский футбольный арбитр ФИФА.

## Биография
Дед Вениамин Сергеевич — майор авиации, увлекался хоккеем и футболом. Отец Александра также играл в футбол, занимая позицию вратарь, Чемпион РСФСР молодежной лиги.
Начал судейство в 1991 году. В профессиональном футболе начал судить во втором дивизионе в 1992 в качестве помощника, с 1995 — в качестве главного. С 2003 года судит матчи высшего дивизиона. Имеет национальную категорию, по профессии преподаватель физкультуры. Из иностранных языков знает английский. Категория — арбитр ФИФА. Обслуживал международные турниры (Кубок Интертото, Лигу чемпионов, Кубок УЕФА, квалификационный раунд чемпионата Европы среди молодежи (U-21).
В общей сложности являлся арбитром в более 100 футбольных матчах, 57 из них — чемпионаты России.

## Примечание
1. ↑  Футбольный арбитр Гончар Александр, Гончар Александр Владимирович - ,. fc-tambov.ru. Дата обращения: 27 декабря 2022. Архивировано 27 декабря 2022 года.
2. 1 2  Арбитры (недоступная ссылка — история). премьер-лига.
3. 1 2  Александр Гончар: Главное, чтобы было желание, а возможности заниматься футболом найдутся, Арбитр ФИФА, инспектор матчей Российской премьер-лиги Александр Гончар рассказал о своей судейской династии, особенностях сочинского футбола, а также поделился своими мечтами, относительно игры номер один на курорте., Сочинская Городская Федерация Футбола. Официальный сайт. Сочинская Городская Федерация Футбола. Дата обращения: 27 декабря 2022. Архивировано 27 декабря 2022 года.